# TVA (réseau de télévision)
Pour les articles homonymes, voir TVA.
TVA est un réseau de télévision canadien privé en langue française. Le réseau est actuellement détenu par le Groupe TVA (TSX : TVA.B), une filiale cotée en bourse de Québecor Média. TVA est censé être un sigle pour Télédiffuseurs associés. Cependant, seules les initiales sont utilisées en ondes. Le nom reflète les racines de TVA en tant que réseau de coopérative appartenant à ses sociétés affiliées. C'est la chaîne de télévision francophone la plus regardée dans la province de Québec, au Canada.
Basé à Montréal, le réseau ne comporte que des affiliés au Québec, bien que certaines sociétés affiliées possèdent des émetteurs couvrant en partie le Nouveau-Brunswick et l'Ontario. Cependant, depuis qu'il est devenu un réseau national en 1998, il est disponible sur le câble à travers le Canada.

## Histoire
TVA prend ses racines en 1963, lorsque CJPM à Chicoutimi, une station de seulement quelques mois et en besoin de recettes, commence à partager sa programmation avec la plus grande station francophone privée au Canada, CFTM à Montréal. Ils sont rejoints par CFCM à Québec en 1964 après que CFCM est devenu indépendant à la suite du lancement de la station locale Radio-Canada par la société d'État. Bien que les trois stations aient partagé leurs programmations pendant plusieurs années, ce n'est qu'en 1971 que ce lien informel devient un véritable réseau, TVA, avec CFTM en tant que station phare. Le réseau débute le 5 septembre avec la diffusion des Nouvelles TVA à 22 h 30, suivi de l'émission spéciale d'inauguration Bienvenue TVA le 12 septembre. Les stations conservaient leur indépendance le reste du temps, diffusant des émissions originales ou doublées, en différé ou en simultané. Le réseau devient alors le premier réseau privé francophone au Canada.
Depuis la fin des années 1960, certaines stations privées affiliées au réseau Radio-Canada (notamment CHLT Sherbrooke et CKTM Trois-Rivières) étaient autorisées de remplacer des émissions réseau de Radio-Canada par des téléromans produits par CFTM.
Entre 1974 et 1983, sept stations rejoignent le réseau : CHLT en 1974, et CFVO (Hull) de 1974 à 1977, CHEM (Trois-Rivières) en 1976, CFER (Rimouski), CIMT (Rivière-du-Loup) et CHOT (Gatineau) en 1978, CFEM (Rouyn-Noranda) en 1979, et finalement CHAU (Carleton) en 1983.
Lorsque le réseau est officiellement organisé en 1971, ses sociétés affiliées fonctionnent alors en coopérative, de la même façon que le réseau CTV a fonctionné pendant plusieurs années. En 1982, cette coopérative devient une corporation et les propriétaires des stations y deviennent actionnaires.
Pendant de nombreuses années, la programmation de TVA est très similaire à ce qu'offre alors CTV avant son acquisition par Baton Broadcasting (et similaire à ce qu'offre Global de nos jours) par le fait qu'elle n'avait pas de programmation principale en dehors des bulletins de nouvelles. Par exemple, Pathonic Communications, qui possède des filiales de TVA à Québec, Sherbrooke, Trois-Rivières et Rimouski, offre une programmation différente de celle offerte sur CFTM. Les différences étaient assez importantes pour que la station CHLT à Sherbrooke, dont le signal radio atteint Montréal, soit portée par les câblodistributeurs montréalais en plus de la station principale CFTM. Toutefois, CFTM domine le réseau encore plus fortement que la station CFTO Toronto domine CTV, contribuant alors à 90 % de la programmation du réseau.
Le 19 mars 1994, TVA perd les droits de diffusion des matchs de hockey des Canadiens de Montréal, jugés trop coûteux. La chaine TQS en reprend la diffusion à l'automne 1994. Après une absence de vingt ans, les matchs des Canadiens reviennent sur la chaîne TVA Sports dès la saison 2014-2015.
En novembre 2023, le PDG de Québécor, Pierre Karl Péladeau annonce un plan de réduction des dépenses du Groupe TVA. C'est plus du tiers des effectifs du Groupe TVA qui seront touchés par la mise à pied de 500 artisans de TVA. Présenté comme un plan de sauvetage pour TVA, le PDG du groupe médiatique, Pierre Karl Péladeau assure que l'avenir de TVA est menacé dans le contexte difficile pour l'industrie de la télévision au Québec et au Canada. La concurrence des plateformes numériques tels que Netflix, Disney + et Amazon Prime pèsent lourd sur l'audimat des chaînes du Groupe TVA. L'annonce de novembre 2023 fera en sorte que seuls les émissions d'information et Salut, bonjour! continueront d'être produits par TVA. Le reste de la programmation sera produit par des producteurs externes. Pierre Karl Péladeau annonce également que l'ensemble des médias de Québécor seront regroupés sous le même toit, dans les bureaux du Journal de Montréal sur la rue Frontenac dans l'est de Montréal. L'édifice de TVA sur le Boulevard De Maisonneuve dans la Cité des ondes dans le quartier Centre-sud sera quant à lui vendu ou transformé en logement. Dans la foulée, Québecor annonce une réduction de la production des bulletins de nouvelles dans les régions du Québec.

### Intégration dansQuebecor(depuis 2000)
Vidéotron est rachetée par Québecor en août 2000, pour la somme de 4,9 milliards CAD avec le soutien de la Caisse de dépôt et placement du Québec. Le CRTC approuve le transfert des opérations de Vidéotron le 23 mai 2001, exigeant en échange que Québecor vende le réseau TQS, autre propriété du groupe.
En mars 2002, TVA arrête définitivement Les Nouvelles du Sport, son bulletin quotidien de nouvelles sportives diffusé à 23 h 30.

#### Passage à la haute définition (2007–2011)
Le 1er février 2007, TVA lance une diffusion simultanée en haute définition de sa station montréalaise CFTM qui était uniquement disponible via le satellite ou le câble numérique. Une diffusion simultanée de la station CFCM à Québec a été lancée en 2009, et celle de la station CHLT de Sherbrooke a débuté le 19 juin 2010, disponibles uniquement sur le câble de Vidéotron dans leurs zones respectives. CFCM-DT dans la ville de Québec est entrée en ondes le 29 août 2011 vers 23 h, alors que les autres stations de Montréal, Sherbrooke, Saguenay, Trois-Rivières, Rouyn-Noranda, Gatineau et Rivière-du-Loup sont passées au numérique le 1er septembre 2011 à minuit.
La station de Rimouski ne se trouve pas dans un marché à transition obligatoire vers le numérique et continue à diffuser en mode analogique pour un certain temps. L'affilié de Carleton-sur-Mer, aussi hors marché, fit la conversion au numérique le 15 novembre 2011.

## Identité corporative

### Identité visuelle

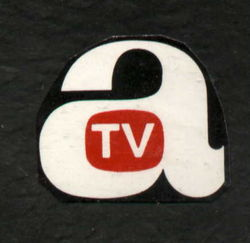
Logo de TVA de 1971 à 1974.
TVA en couleur dans les années 1970
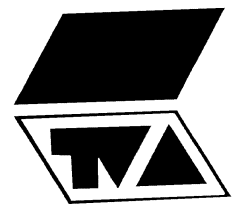
Logo de TVA de 1974 à 1984.
Logo de TVA de 1984 à 1990.
Logo de TVA de septembre 1990[10] à novembre 2012.
Logo de TVA 29 novembre 2012 au 11 novembre 2020[11].
Logo actuel de TVA depuis le 11 novembre 2020[11].

### Slogan
- de 1991 à 1994 : C'est la vie
- de 1994 à 1996 : Le monde passe par TVA
- de 1996 à 1999 : Le réseau d'ici
- de 2000 à 2003 : Le meilleur de la télé
- de 2004 à 2006 : Le sens de la télé
- de 2006 à 2009 : C'est vrai!
- de [Quand ?] à 11 novembre 2020 : Diffuseur d'émotions
- depuis le 11 novembre 2020 : TVA, on se reconnaît[11]

## Présentation
La plupart de ces 30 dernières années, TVA a été plus populaire que la Télévision de Radio-Canada. Presque dix des 50 émissions les plus populaires proviennent du réseau. Pendant de nombreuses années, la portée de TVA à l'extérieur du Québec ne représentait qu'une fraction de celle de Radio-Canada, malgré sa popularité. Les seules stations avec un auditoire important en dehors du Québec étaient CHOT à Hull (maintenant un arrondissement de Gatineau), CIMT à Rivière-du-Loup et CHAU à Carleton-sur-Mer. CHOT dessert aussi Ottawa et est disponible sur la plupart des systèmes de câble du Nord-Est de l'Ontario depuis le début des années 1980, en raison de sa grande population franco-ontarienne. CIMT et CHAU exploitent tous les deux des réémetteurs au Nouveau-Brunswick et desservent, à eux deux, près de la totalité de la province. Néanmoins, TVA fournit un flux par câble connu sous le nom de TCTV à partir de 1981, consistant en majeure partie de la programmation de CFTM et des nouvelles locales d'autres stations de TVA.
Cependant, en 1998, le Conseil de la radiodiffusion et des télécommunications canadiennes a rendu obligatoire pour tous les câblodistributeurs au Canada de supporter une station de TVA afin de donner aux communautés francophones du Canada un second choix de programmation en langue française. La station habituellement offerte est la station phare du réseau, CFTM. À quelques exceptions près, les entreprises de câblodistribution qui supportaient déjà une autre des stations affiliées à TVA ont continué à supporter ces stations après que le support de TVA est devenu obligatoire.
TVA fournit également un flux décalé dans le temps aux entreprises de câblodistribution dans l'Ouest canadien. Ce flux est toutefois un peu plus qu'un retard électronique de la programmation de CFTM, rediffusée trois heures plus tard pour les téléspectateurs de l'Ouest canadien grâce à un flux séparé.
Bien que TVA soit un réseau à part entière, le flux de son réseau consiste essentiellement en une retransmission de CFTM, avec des décrochages régionaux vers les filiales locales pour les nouvelles et émissions locales ainsi que les annonces publicitaires. Même si cela permet à TVA de diffuser plus de programmation réseau que n'importe quel autre réseau canadien (le principe de base de son slogan de longue date « Le sens de la télé »), cela signifie aussi que CFTM ne peut généralement pas interrompre sa programmation pour des bulletins de nouvelles ou météorologiques à Montréal sans interrompre l'ensemble du réseau.

## Audience

Évolution des parts d'audiences annuelles du réseau TVA au Québec dans l'auditoire francophone[13]

## Stations

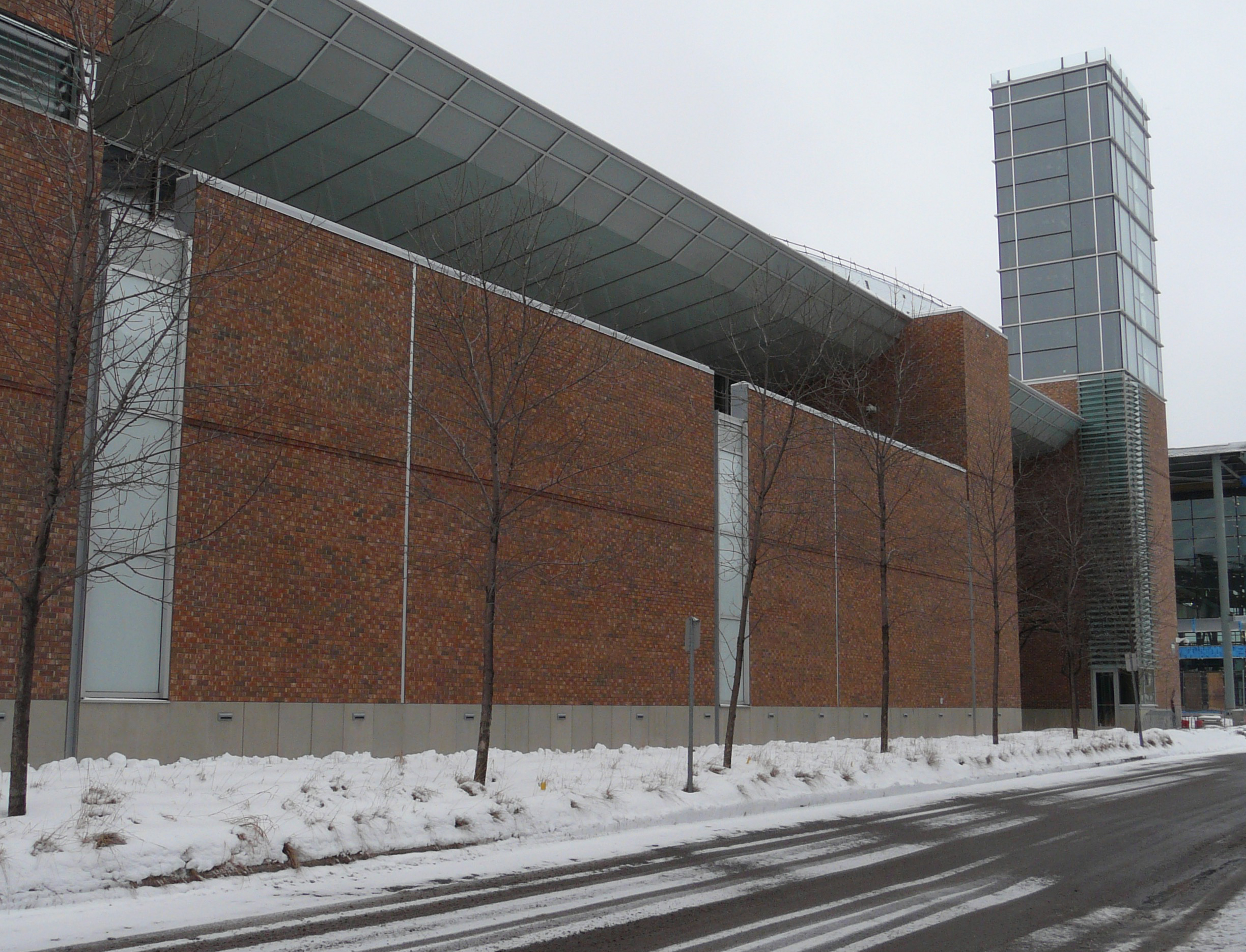
Bureaux de la station de Québec.

### Propriétés
- Montréal - CFTM
- Québec - CFCM
- Sherbrooke - CHLT
- Rimouski - CFER
- Saguenay - CJPM
- Trois-Rivières - CHEM

### Affiliés
- Carleton-sur-Mer - CHAU (Télé Inter-Rives[note 1])
- Gatineau / Ottawa - CHOT (RNC Media)
- Rivière-du-Loup - CIMT (Télé Inter-Rives[note 1])
- Rouyn-Noranda - CFEM (RNC Media)